# Гардемарини, вперед!
«Гардемарини, вперед!» (рос. «Гардемарины, вперёд!») — радянський чотирисерійний телефільм, перший із серії фільмів Світлани Дружиніної про російських гардемаринів XVIII століття, за романом Ніни Соротокіної «Троє з Навігацької школи». Знімався в період з 1986 по 1987 рік. Прем'єра відбулася 1 січня 1988 року.

## Сюжет

### Серії

#### Серія 1
1742 рік. Російська імперія. На російському престолі — представниця «петровської» лінії династії Романових — дочка Петра Першого Єлизавета Петрівна. Нова імператриця, що вирвала рік тому, шляхом палацового перевороту, владу в імперії з рук іншої — «іванівської» лінії династії Романових, тепер у всьому і у всіх навколо підозрює такі ж змови і смуту.
Цією підозрілістю вирішує скористатися придворне профранцузьке угруповання на чолі з лейб-медиком Лестоком — особистим лікарем Єлизавети, якому та безроздільно довіряє. Головною мішенню Лестока стає віце-канцлер Олексій Бестужев. Спритний і безпринципний політик, Бестужев, проте, запевняє всіх, що служить «… перш за все Росії, а потім вже самому собі ». Почавши колись, ще за Петра Першого, свою кар'єру в Англії, непотоплюваний при всіх володарях Бестужев тепер старанно схиляє російську імператрицю до союзу з Британією та Австрією, проти Франції і її союзниці Пруссії. Француз Лесток виношує задум за всяку ціну підірвати вплив Бестужева.
В Парижі кардинал де Флері дізнається, що у Бестужева є архів (особисті листи і дипломатичне листування з англійським і австрійським дворами). Архів доручається добути французькому дипломату де Брільї, який закохується в російську красуню Анастасію Ягужинську. Відтепер у шевальє де Брільї в Росії дві мети — папери і Анастасія.
1743 рік. В цей час в Москві, в Навигацькій школі, проходять курс наук три юні гардемарина: Альоша Корсак, Микита Оленєв і Саша Бєлов. Всі троє виявляються залучені в події, пов'язані з Бестужевим і його архівом.
В Петербурзі тим часом почалися арешти за доносом підкупленого Лестоком курляндця Бергера — схоплений його товариш Іван Лопухін, мати Івана — Наталія Лопухіна, а в Москві арештована її подруга Анна Бестужева — мати Анастасії Ягужинської. Їх всіх звинувачують в змові з метою повалення імператриці і воцаріння малолітнього Іоанна Антоновича. Реальна ж мета цієї комбінації — звалити віце-канцлера Бестужева, родичкою якого є Анна Бестужева. Дочка Анни Бестужевої від першого шлюбу Анастасія Ягужинська поки поміщена під домашній арешт у Москві, але для неї нестерпне життя під оком спостерегачі, що бродять навколо її будинку. Саме в цей момент на її порозі з'являється кавалер де Брільї, він пропонує Анастасії бігти з ним до Франції. У той же вечір під вікнами Ягужинської бродить і гардемарин Олександр Бєлов, закоханий в неї. Анастасія приймає його за спостерігача. Бєлов бачить, як Ягужинська їде з незнайомцем. Коли карета відбуває, Ягужинська бачить, що молода людина кланяється їй услід.
Одночасно з'ясовується, що і друг Бєлова — Корсак був пов'язаний з Анною Бестужевою: вона була покровителем юнака, він же виконував її доручення, зокрема, відносив за її вказівками записки. Наглядач школи штик-юнкер Котов, що ненавидить Корсака повідомляє «куди слід» про тісне знайомство свого вихованця зі змовницею. Над Корсаком нависає загроза арешту, і він вирішує тікати до Кронштадту.
Переодягнений в жіночу сукню Корсак вважає, що він не приваблює нічиєї уваги. Але на заїжджому дворі Ягужинська впізнає в ньому улюбленця матері і приймає його під своє заступництво. Оленєв і Бєлов вирішують врятувати друга. На гроші Оленєва вони викуповують паспорт Корсака у писаря і збираються їхати до Петербургу, але Бєлов їде раніше слідом за Анастасією, залишивши Микиті записку, домовившись зустрітися в Петербурзі в будинку Оленєва. Тим часом в Петербурзі віце-канцлер Бестужев дізнається про те, що з його будинку в Москві викрадений архів. Він дає вказівку своєму секретарю Яковлєву розшукати папери і підключити до цієї справи якусь «віддану людину з Таємної канцелярії».

#### Серія 2
Анастасія Ягужинська, що вирішила покинути Росію, в супроводі Брільї і «мадмуазель Анни» (Корсака) заїжджає попрощатися до своєї тітки — настоятельки монастиря матері Леонідії. Ігуменя пропонує Анастасії сховатися у неї, стати черницею. Але Анастасія відкидає її пропозицію. Корсак в образі «мадмуазель Анни» знайомиться в монастирі з дворянкою Софією Зотовою. Її, багату спадкоємицю, готують на постриг з метою роздобути її гроші, але дівчина опирається цьому. Софія вмовляє «Аннушку» взяти її з собою. Вранці Корсак разом з новою своєю знайомою таємно залишають монастир.
Тим часом де Брільї привозить Анастасію в мисливський будиночок на болотах, де вони повинні чекати дозволу на виїзд з Росії. Викрадені папери знаходяться у де Брільї, він нервує, що не заважає йому доглядати за Ягужинською. Анастасія не дуже закохана у француза, але вона розуміє, що іншого виходу у неї немає. У бесіді Брільї випадково проговорюється, і Анастасія розуміє, що шевальє везе до Франції щось дуже важливе. Поки де Брільї купається в російській лазні, Анастасія обшукує його багаж і в підкладці камзола знаходить папери. Ягужинська вилучає листи віце-канцлера і зашиває в камзол сторінки з книги.
Корсак супроводжує Софію до Новгорода, де живе її тітка. Гардемарин закоханий в дівчину, але не поспішає відкритися їй. У Новгороді Софія відправляється до тітки в надії знайти у неї захист від переслідувань срібролюбивих служительок церкви. Однак тітка вже встигла доручити своїй служниці Агафії видати Софію монахиням, а сама поїхала. Вражену звісткою про те, що «Аннушка» насправді чоловік, Софію, що чинить опір, насильно відвозять до Мікешиного скиту. Дізнавшись про це від Віри, няньки Софії, Альоша Корсак вирішує звільнити дівчину.
Саша Бєлов прибуває в Петербург. Він випадково знайомиться з офіцером Таємної канцелярії Василем Лядащевим, до якого має рекомендаційний лист. За збігом обставин Саша потрапляє і в поле зору Лестока: прийшовши з рекомендаційним листом в будинок графа Путятіна, юнак опиняється затриманий і піддається допиту, на якому показує, що бачив «другий арешт» Анастасії Ягужинської таким собі «надзвичайно носатим» паном. Бєлов розуміє, що це був не арешт, а його свідчення виявляється загрозою для Анастасії.
Бачачи, що навіть «змова» не зможе похитнути довіру до Бестужева, лейб-медик Лесток вирішує розіграти нову карту. Він складає викрадення Ягужинської і зміст перехопленої французької шифровки, в якій йдеться про папери Бестужева, які везе до Парижа якийсь «ніс». Лесток розуміє, що папери вкрав де Брільї, який закоханий в Ягужинську і готовий ризикувати заради неї, і вирішує роздобути архів Бестужева в обмін на Ягужинську. Лесток викликає свого підручного Бергера і доручає йому відправитися до де Брільї і запропонувати французу угоду. Бєлову наказано відправитися разом з Бергером, щоб пізнати, чи то цей «ніс».

#### Серія 3
Пробираючись через болота, Корсак виходить до мисливського будиночка, де знову стикається з Ягужинською: вона велить йому повернути викрадені папери. Анастасія розуміє, що віце-канцлер в подяку за повернення архіву може допомогти Анні Бестужевій. Йдучи, Корсак стикається з де Брільї, якому Анастасія представляє гардемарина як «останнього росіянина».
Незабаром в будиночок на болотах прибувають Бергер і Бєлов. Саша підтверджує, що саме де Брільї відвіз Ягужинську. Бергер пропонує французу віддати папери, а натомість забрати з собою Анастасію і отримати дозвіл на виїзд. Шевальє ж вважає, що угода не хороша, між де Брільї і Бергером зав'язується дуель, Бергер виявляється серйозно поранений. Де Брільї відбирає у нього дорожній паспорт.
Тим часом Бєлов стикається з Ягужинською. Анастасія відчуває до юнака симпатію, але вона розуміє, що має бігти з де Брільї. На прощання вона наважилася попросити Бєлова передати її матері дорогоцінний хрест, яким вона може підкупити своїх катів — якщо засуджений передавав катові хрест, то вони ставали хрещеними братами, і кат в цьому випадку зазвичай щадив засудженого. Самому ж Саші Анастасія дарує на пам'ять брошку — букет фіалок.
Де Брільї виявляє пропажу паперів. Ягужинська зізнається, що папери викрала вона, але віддала їх. Шевальє розуміє, що папери міг забрати тільки Корсак, який йшов в Микешин скит. Француз кидається в погоню за Корсаком. Бєлов починає переслідувати де Брільї.
В цей час Корсак знаходить Софію і зізнається їй у коханні. Софія, вже підписала дарчу на всі свої багатства монастирю, здається зломленою сестрами і не наважується спочатку бігти з Альошею. Вона вирішує його проводити. У момент, коли Софія вже готова повернути назад, її і Корсака наздоганяє де Брільї, якого переслідує Бєлов. Де Брільї пострілом ранить Сашу, якого вважають вбитим. Корсак і Софія встигають зникнути разом з паперами. Пізніше вони зустрічаються з Микитою Оленєвим і їдуть разом з ним до Петербурга. Де Брільї теж змушений відправитися в Петербург і там шукати Корсака.
Анну Бестужеву засуджують до висікання батогом, урізання язика і заслання до Сибіру. 31 серпня 1743 року сховавшись під густою вуаллю, загубившись у натовпі роззяв, Анастасія зі сльозами на очах дивиться на покарання матері. Вона бачить, як Бестужева знімає перед стратою зі своєї шиї дорогоцінний хрест і передає його кату. Анастасія не може зрозуміти, як хрест опинився у її матері, адже Саша Бєлов загинув на її очах. Бєлов спостерігає за нею в натовпі, але не може підійти через де Брільї. Француз уже спротивився Ягужинській, він це теж усвідомлює. На страті Бєлов вирішує простежити за де Брільї і Анастасією. Там же він зустрічає проїжджаючу карету Оленєва.

#### Серія 4
Бестужев як і раніше стурбований пошуками свого архіву. Йому недостатньо знати, що папери ще в Росії, він хоче бачити їх у себе на столі. В цей час Лесток намагаючись випередити Бестужева наносить візит імператриці Єлизаветі Петрівни разом з французьким послом д'Аліоном і шевальє де Брільї, які свідчать їй про втрату Бестужевим цінного архіву. Лесток впевнений, що тепер кар'єрі Бестужева прийде кінець. Однак Бестужев знає про це і в цей час теж плете свою інтригу проти Лестока.
Корсак і Оленєв возз'єднуються з Бєловим. Вирішено, що вони будуть ховатися в будинку Микити. У них дві мети — повернути папери Бестужева, зберігши їх від Лестока і де Брільї, і виручити Ягужинську, яка, по суті, стала полонянкою де Брільї. Щоб організувати зв'язок з Анастасією, до неї відправляється Софія. Під виглядом лоточниці вона проникає в будинок де Брільї і отримує місце покоївки при Анастасії. На плечі у Софії брошка у вигляді букетика фіалок — по ній Анастасія повинна зрозуміти, що Софії можна довіряти. Анастасія дізнається, що Бєлов живий.
Гардемарини зустрічають Василя Лядащева. Лядащев несподівано пропонує свою допомогу по поверненню паперів їх законному власнику. Гардемарини не довіряють йому і бажають особисто вручити архів Бестужеву. Ні Лесток, ні гардемарини не знають, що Лядащев — подвійний агент. Він — «віддана людина з Таємної канцелярії», якому Бестужев за рекомендацією секретаря Яковлєва доручив добути архів. На карнавалі Лядащев влаштовує підміну і для арешту підставляє людям Лестока не гардемаринів, а фаворита Єлизавети Петрівни — Олексія Розумовського, її улюблену фрейліну і французького посла д'Аліона. Імператриця (що отримала до того ж від Бестужева цитати з листів Шетарді і д'Аліона, де ті відгукуються про неї вкрай несхвально) буде в гніві, значить кар'єру Лестока швидше за все буде знищено.
Гардемарини при посередництві Лядащева постають перед Бестужевим. Вони просять милості для Анастасії Ягужинської і камеристки Софії Зотової, що знаходиться при ній. Бестужев вирішує, що раз «той ворог безпечний, який вважає, що ти у нього в руках», то варто виготовити фальшиві папери і, разом з парою справжніх (для достовірності), підкинути їх кардиналу де Флері, щоб він заспокоївся. Щоб французи повірили в справжність архіву, він доручає Бєлову вступити в переговори з де Брільї і обміняти папери на Ягужинську.
Друзі їдуть до Ревеля, куди шевальє відвіз Ягужинську і її покоївку, для обміну. Брільї відмовляється, між ним і Бєловим зав'язується поєдинок. Гардемарини відвозять Софію і Анастасію. Де Брільї залишається з фальшивими листами.

## У ролях
- Сергій Жигунов —  гардемарин Олександр Бєлов  (озвучував Олег Меньшиков)
- Дмитро Харатьян —  гардемарин Альоша Корсак
- Володимир Шевельков —  гардемарин Микита Оленєв  (озвучував Андрій Гриневич)
- Тетяна Лютаєва —  Анастасія Ягужинська  (озвучувала  Анна Каменкова)
- Ольга Машная —  Софія Зотова
- Михайло Боярський —  дипломат шевальє де Брільї
- Євген Євстигнєєв —  віце-канцлер  Бестужев Олексій Петрович
- Владислав Стржельчик —  лейб-медик  Лесток
- Олександр Абдулов —  Василь Федорович Лядащев, агент Таємної канцелярії
- Інокентій Смоктуновський —  кардинал  де Флері
- Віктор Павлов —  штик-юнкер Котов
- Валерій Афанасьєв —  Павло Ягупов, поручик Преображенського полку
- Володимир Балон — відразу дві ролі: Жак і Учитель фехтування
- Віктор Борцов —  Гаврила
- Володимир Виноградов —  Котов-молодший
- Євген Данчевський —  маркіз  де Шетарді
- Олександр Пашутін —  домашній секретар «Яковлєв»
- Неллі Пшонна —   Анна Бестужева
- Паул Буткевич —  Бергер, поручик лейб-кірасирського полку
- Семен Фарада —  директор Навігацької школи
- Борис Хімічев —  князь  Черкаський
- Олексій Ванін —  сторож Іван
- Тетяна Гаврилова —  Агафія
- Галина Дьоміна —  нянька Віра
- Римма Маркова —  мати Леонідія
- Ігор Ясулович —  Корн
- Олена Циплакова —  імператриця Єлизавета Петрівна
- Людмила Нільська —  Марта
- Володимир Стеклов —  слідчий Гусєв
- Ярослава Турильова —  горбата
- Олег Анофрієв —  пліткар
- Артем Анфіногенов —  Д'Альон, французький посол
- Олександр Назаров —  сторож в Навигацькій школі
- Валентин Голубенко —  кучер
- Микола Бріллінг —  шинкар
- Юрій Ніфонтов —  Шалімов
- Марія Садкович —  дівчинка з Микешина скиту
- Клавдія Хабарова —  монашка

## Знімальна група
- Автори сценарію:  Юрій Нагібін,  Ніна Соротокіна,  Світлана Дружиніна
- Режисер-постановник: Світлана Дружиніна
- Оператор-постановник:  Віктор Шейнін
- Композитор:  Віктор Лебедєв
- Автор текстів пісень: Юрій Ряшенцев
- Постановник трюків і фехтування: Володимир Балон